# Western River
Der Western River ist ein Fluss im Südwesten des australischen Bundesstaates Queensland.

## Geographie

### Flusslauf
Der Fluss entspringt nordöstlich der Forsyth Range und östlich des Landsborough Highways bei der Siedlung Drumlion. Er fließt nach Westen, unterquert den Highway bei Dillcar und folgt ihm in die Stadt Winton. Von dort setzt er seinen Lauf nach Westen, nun entlang des Min Min Ways, fort und mündet westlich von Collingwood in den Diamantina River.

### Nebenflüsse mit Mündungshöhen
Der Western River hat folgende Nebenflüsse:
- Crawford Creek – 242 m
- Kanaka Creek – 210 m
- Catherine Creek – 206 m
- Cathcart Creek – 203 m
- Stanley Creek – 197 m
- Oondooroo Creek – 193 m
- Sandy Creek – 193 m
- Tarpaulin Creek – 189 m
- Jessamine Creek – 185 m
- Back Creek – 185 m
- Middle Creek – 185 m
- Mistake Creek – 184 m
- Yarraman Creek – 181 m
- Bonnie Doon Creek – 180 m
- Surprise Creek – 179 m
- Scrubby Creek – 173 m
- Sandy Creek – 172 m
- Lydia Creek – 165 m
- Gunbarrel Creek – 164 m
- Nugget Creek – 164 m
- Scarlet Creek – 163 m
- Haine Creek – 157 m

### Durchflossene Seen
Der Western River durchfließt ein Wasserloch, das meist auch dann mit Wasser gefüllt ist, wenn der Fluss selbst trocken liegt:
- Nine Mile Waterhole – 154 m